# Bocas del Polochic
El Refugio de Vida Silvestre Bocas del Polochic es un humedal formado por la desembocadura del río Polochic en el lago de Izabal, Guatemala. Este ecosistema, formado por bosque, llanuras inundables y ríos.
| Nombre    | Bocas del Polochi |
| --------- | ----------------- |
| Ubicación | Lago de Izabal    |
| Clima     | Cálido            |

## Flora y fauna
Alberga a más de 250 especies de aves y poblaciones importantes de mamíferos, reptiles, anfibios y peces. El refugio de vida silvestre cubre un área de 20,760 hectáreas (207.6 km²), la cual incluye ecosistemas terrestres y acuáticos. Además de la diversidad de aves, Bocas del Polochic cuenta con poblaciones de otros grupos de fauna. En el refugio se reporta la mayor población del manatí en Guatemala, de mono aullador y de nutrias. Los estudios han determinado que en este Refugio de vida silvestre habitan al menos 250 especies de aves residentes y migratorias, 39 especies de mamíferos, 138 especies de reptiles y más de 53 especies de peces.